# 龔泰
龔泰（1367年—1402年），字叔安，江浙行省金華府義烏縣（今浙江省義烏市）人，明朝政治人物。

## 生平
洪武二十九年（1396年），龔泰中式丙子科鄉試，任戶科給事中。建文年间，改任戶科都給事中。燕王朱棣攻入金川門后，龔泰被捕，隨即以“非奸黨”獲釋。龔泰则自投城下而亡。